# Compagnia di San Benedetto Nero

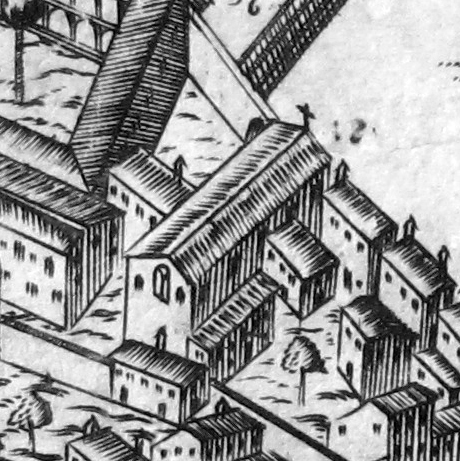
La sede della confraternita nella pianta del Buonsignori (1594)

La Compagnia di San Benedetto Nero era un'antica confraternita di Firenze.

## Storia
Si trattava di una compagnia di disciplina, fondata il 15 agosto 1351 nel monastero di San Salvatore di Camaldoli, in cui ebbe la prima sede. Sei anni dopo esatti (15 agosto 1357) se ne staccò - pare - la Compagnia di San Benedetto Bianco che, sebbene avesse alcuni punti in comune, ebbe poi una storia parallela ma separata.
La Compagnia di San Benedetto Nero nel 1500 si trasferì a Santa Trinita, e nel 1505 trovò la sua sede definitiva in Santa Maria Novella, in una cappella presso il chiostro dell'Infermeria. 
I confratelli vestivano l'abito nero e, durante le processioni, sfilavano scalzi e incappucciati, sferzandosi con la disciplina in rigoroso silenzio. Succedeva in occasioni abbastanza rare: per i Giubilei e quando veniva portata a Firenze la Madonna dell'Impruneta. 
Secondo lo statuto, era retta da tre Rettori, poi da un Governatore e altre cariche. Non potevano parteciparvi i funzionari statali, forse visti come spie, né i religiosi. Veniva praticata obbligatoriamente la confessione con cadenza mensile, e la comunione almeno nelle tre solennità del Natale, della Pasqua e dell'Assunzione di Maria (in quest'ultima ricorrenza, anniversario della fondazione della Compagnia, i frati di Santa Maria Novella venivano a cantare la messa nella sede della Compagnia). Le riunioni ordinarie si tenevano la prima e la terza domenica del mese, oltre a una serie di festività, quali l'Annunciazione, le feste degli Apostoli, le domeniche d'Avvento, il Giovedì santo e la festa del patrono san Benedetto (21 marzo), che tuttavia non era considerata "tornata" ordinaria, forse perché molto vicina a quella del 25 marzo.
Il sodalizio era anche devoto a san Giuliano l'Ospitaliere, considerato contitolare. 
Nella relazione del 1783 la Compagnia aveva ben 600 iscritti. Fu soppressa, con la maggior parte delle confraternite fiorentine, col decreto di Pietro Leopoldo del 21 marzo 1785. Ripristinata con l'editto del 30 giugno 1790, ma successivamente andò decrementando fino alla scomparsa, pur nell'assenza di un decreto ufficiale di soppressione.

## Stemma
Lo stemma della Compagnia presenta una verga della disciplina d'oro in palo, affiancata dalle lettere S e B con il tratto superiore delle abbreviazioni.